# Национален парк „Делта на Вардар-Колудей-Бистрица“
Националният парк „Делта на Вардар-Колудей-Бистрица“ (на гръцки: Εθνικό Πάρκο Δέλτα Αξιού-Λουδία-Αλιάκμονα) е национален парк в Гърция, в общата делта на реките Галик (Галикос), Вардар (Аксиос), Колудей (Караазмак, Лудиас) и Бистрица (Алиакмонас) при вливането им в Солунския залив на Бяло море. Паркът е сред най-важните рамсарски места в Гърция. Заема площ от 38 800 ha и е част от Натура 2000 (GR1220002).

## История
Общата делта на четирите реки Галик, Вардар, Колудей и Бистрица е най-голямата в Гърция и паркът е една от най-важните територии за дивата природа, както в страната, така и в Европа. През първата половина на XX век големите мелиоративни проекти променят завинаги Солунско, което дотогава е една от най-големите и важни влажни зони в Южна Европа. Пресушени са Ениджевардарското, Арджанското и Аматовското езеро, всички реки са хванати в канали, като по този начин бяха освободени големи площи за култивиране. Големите количества наносни материали от река Вардар отклоняват коритото на реката на юг. Човешките намеси в района намаляват площта на влажната зона със 70%. За да запазят влажната зона в 2009 година властите в Гърция създават националния парк.

## Описание
Паркът се простира на територията на пет македонски областни единици: Солун (Тесалоники), Кукуш (Килкис), Пела, Иматия и Пиерия и включва от североизток на югозапад Гъскарската лагуна, устието на Галик, делтата и част от коритото на Вардар, устието на Колудей, делтата на Бистрица с блатата Богаз и Алмира от изток и запад, либановското блато Бара и Китроските солници, разположени на няколко километра по на юг край Китрос. Така в парка влизат широк набор от различни влажни зони, покриващи площ от 338 000 ha, които включват реки, естуари, блата, лагуни, солени блата, влажни ливади, оризища, пясъчни дюни, крайречни гори и плитки потоци. Цялата област е образувана от наносите, пренасяни от реките, а ландшафтът се характеризира с огромна равнинна площ, прекъсвана само от дърветата на крайречните гори. Лабиринт от сравнително трудни черни пътища минава успоредно и перпендикулярно на реките.

## Флора
Растителността на района се състои главно от големи площи с халофилни и хидрофилни видове, ивици крайречни гори и големи тръстикови масиви, като досега са регистрирани повече от 500 вида и подвида растения. Сред дърветата тук се срещат елша, топола черна топола, върба, бряст, чинар и ракитовица. Флората на района не включва никакви ендемични или редки видове, само тези, които се срещат в реките и крайбрежните влажни зони. По пясъчните дюни и край плажа видове като пясъчна тръстика (Ammophila arenaria subsp arundinacea), бесарабски пирей (Elytrigia juncea), пясъчна лилия (Pancratium maritimum), морски пелин (Artemisia maritima), петделно звездиче (Dorycnium germanicum), критмолистна лимбарда  (Limbarda crithmoides subsp longifolia), рехава метличина (Centaurea diffusa), френско плюскавиче (Silene gallica), морска пача трева (Polygonum maritimum), либурнийско зайче грозде (Asphodeline liburnica), морски ветрогон (Eryngium maritimum), римски камъш (Scirpoides holoschoenus), пясъчник (Achillea maritima), обикновена ефедра (Ephedra distachya), бяло подъбиче (Teucrium capitatum) и Euphorbia terracina. Халофитната растителност включва видове като многогодишна солянка (Salicornia perennans subsp perennans), многогодишна саркокорния (Sarcocornia perennis) и храстовидна саркокорния (Sarcocornia fruticosa), голо димитровче  (Tripolium pannonicum), гърлиците Късна гърлица (Limonium vulgare) и паричколистна гърлица (Limonium bellidifolium), тученицово халимионе (Halimione portulacoides), полски пелин (Artemisia campestris), бодливо вълмо (Salsola kali subsp. tragus), морска коленчица  (Spergularia salina) и триостренника Triglochin barrelieri. В реките и в тръстиките се срещат видове като внушителния обикновен водолюб (Butomus umbellatus), водният орех (Trapa natans), плаващата лейка (Salvinia natans), ръждавците възловат ръждавец (Potamogeton nodosus), плаващ ръждавец (Potamogeton natans) и стъблообхващащ ръждавец (Potamogeton perfoliatus), малката водна леща (Lemna minor) и грбавата водна леща (Lemna gibba), обикновената блатия (Lythrum salicaria), същинският воден морач (Oenanthe aquatica), обикновената азола (Azolla filiculoides), морския болбосхьонус (Bolboschoenus maritimus), водното великденче (Veronica anagallis-aquatica) и кълбосеменното лютиче (Ranunculus sphaerospermus). Там, където сладките води се срещат с морето, има видове като морска рупия (Ruppia maritima), мустаконосна рупия (Ruppia cirrhosa), ниска морска трева (Zostera noltii), Chara vulgaris и Cymnocodea nodosa.

## Фауна
Голямото богатство на националния парк се крие в орнитофауната, в която са регистрирани близо 300 вида птици, от които 106 гнездят тук. Районът се намира на един от най-важните миграционни пътища в Европа и особено всяка зима тук пристигат хиляди птици. От хищниците тук ловуват морският орел, голям креслив орел, тръстиковия блатар, полския блатар, черната каня, белоопашатия мишелов, обикновения мишелов, малкия ястреб, късопръстия ястреб, керкенеза, сокола скитник, редкия сокол орко, блатната сова, забулената сова и кукумявката. В делтата на Вардар се намира една от трите най-големи птичи колонии в Гърция, където заедно гнездят малка и голяма бяла чапла, сива чапла, гривеста чапла, нощна чапла, биволска чапла, лопатарка, голям и малък корморан и блестящ ибис. През зимата тук могат да се видят и трите вида лебеди, които се срещат в Гърция (немият лебед, пойният лебед и малкият лебед), докато тук зимуват хиляди патици, като зимното бърне, сивата патица, кафявоглавата потапница, фишът, зеленоглавата патица, шилоопашатата патица, клопачът, белият ангъч. Срещат се и къдроглавият пеликан, фламингото, саблеклюнът, кафявокрилият огърличник, малката черноглава чайка, дългоклюната чайка, дебелоклюната рибарка, гривестата рибарка, морският дъждосвирец, кокилобегачът, големият свирец, черноопашатият крайбрежен бекас, земеродното рибарче, туриликът, червената чапла, късопръстата чучулига, свиленото шаварче, шипокрилата калугерица, черночелата сврачка, тръстиковата овесарка, торбогнездият синигер. В пакра остоянно се откриват много редки видове, които рядко се срещат в Гърция, и които понякога слизат от Северна Европа, обикновено след тежки зими.
От земноводните тук живеят 9 вида, сред които обикновения тритон, рядката сирийска чесновница, жабата, зелената крастава жаба, дървесницата и голямата водна жаба. Херпетофауната включва 18 вида, включително южната блатна костенурка, блатната костенурка, шипобедрената костенурка, шипоопашатата костенурка, зеления гущер, ивичестия гущер, змиегущера, жълтоухата водна змия и сивата водна змия, ивичестия смок, котешката змия и отровниците.
От бозайниците в района са регистрирани 40 вида. По Вардар живеят вълци, докато по-надолу се смята, че все още има няколко чакала. Важни са разпръснатите колонии на лалугери, като това е най-южната точка на разпространението им в Европа. Други видове са видрите, дивите котки, нутриите, лисиците, язовците, златките, невестулките и горските сънливци. По Вардар живеят свободно диви коне, изоставени от фермерите, а стада водни биволи се отглеждат в устието на Галик.
Важен фактор за наличието на цялото това биоразнообразие е рибната фауна на района, тъй като освен многото и редки видове в реките, плитките води на Солунския залив и речните басейни привличат огромен брой морски риби, които идват тук от Бяло море. От сладководните риби са регистрирани 38 вида, някои от които са рядката лъчеперка средиземноморска финта (Alosa fallax), Aphanius fasciatus, балканската мряна (Barbus balcanicus), балканският щипок (Sabanejewia balcanica), платика (Rhodeus). meridionalis) ), ягулата (Anguilla anguilla) и сомът (Silurus glanis).
Заради голямото ѝ екологично значение делтата е включена в екологичната система от защитени зони „Натура 2000“ и е защитена от международната Рамсарска конвенция.